# بوبي (مخرج)
بوبي (بالإنجليزية: K. S. Ravindra)‏ هو كاتب سيناريو ومخرج هندي، ولد في 1 أغسطس 1983 في جونتور في الهند.

## وصلات خارجية
- بوبي على موقع IMDb (الإنجليزية)
- بوبي على موقع ميوزك برينز (الإنجليزية)
- بوبي على موقع قاعدة بيانات الفيلم (الإنجليزية)
- بوبي على موقع كينوبويسك (الروسية)